# لاك برومي (كيبك)
لاك برومي (بالإنجليزية: Brome Lake, Quebec)‏ هي بلدية محلية في كيبيك تقع في كندا في Brome-Missisquoi Regional County Municipality. يقدر عدد سكانها بـ 5,609 نسمة ومساحتها 223.60 كم2 .

## أعلام
- فرانك أوليفر كول
- جورج غرين فوستر
- لورانس مور كوسغريف
- إدوارد جون هيمينغ
- روفوس نيلسون إنجلاند